# هارلان أندرسون
هارلان أندرسون (بالإنجليزية: Harlan Anderson)‏ هو مهندس أمريكي، ولد في 15 أكتوبر 1929، وتوفي في 30 يناير 2019.